# Twente One

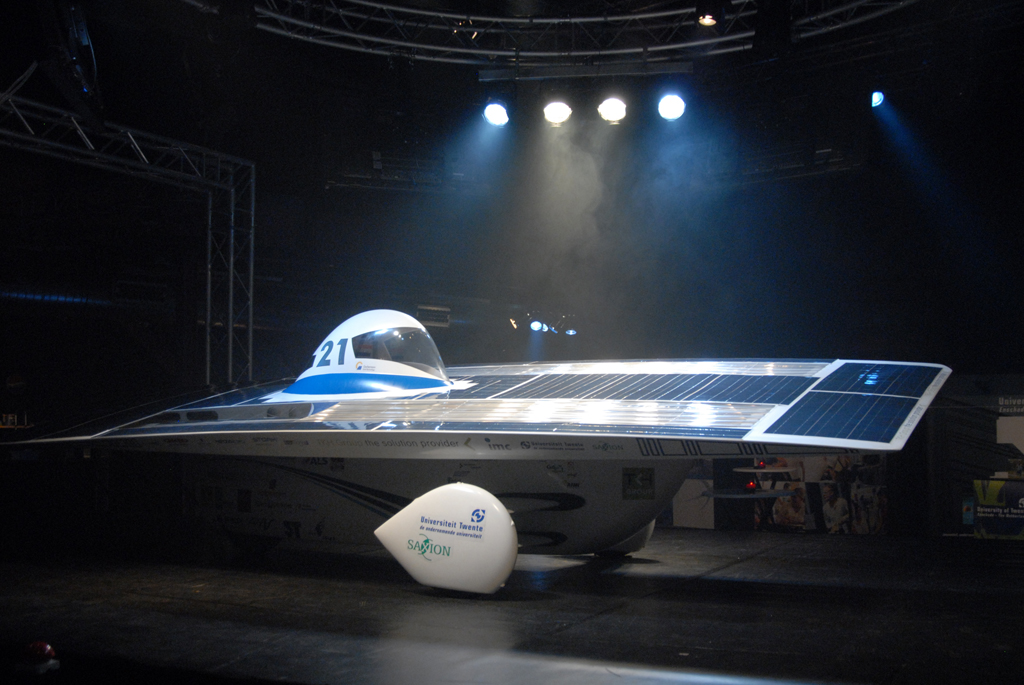
Twente One

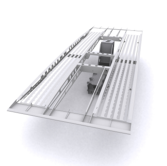
Twente Oneの車台

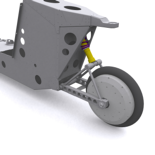
Twente Oneの駆動輪

Twente One（トゥウェンテ・ワン）は2007年にトゥウェンテ大学によって開発されたSolUTraの後継の2台目のソーラーカーである。2007年のワールド・ソーラー・チャレンジに参加する為に設計された。
主な改良点は太陽電池を太陽に向けて角度を変えられる点でフレネルレンズによって照射される太陽光の焦点を太陽電池上に合わせる事によって最大化になるように調節される。
Twente Oneは2007年のワールド・ソーラー・チャレンジで5位に入賞した。

## Twente Oneの仕様
| 全長                | 5000mm                                                                                                  |
| 全幅                | 1800mm                                                                                                  |
| 全高                | 1400mm                                                                                                  |
| 重量 (運転者を除く) | <230 kg                                                                                                 |
| 車輪の数            | 3 |
| 特徴                | 方向を変えられるパネルとフレネルレンズと動く太陽電池によるレンズシステム                                |
| 最高速度            | 120 km/h                                                                                                |
| 太陽電池            | 2073 ガリウムヒ素3層式、面積 6m²                                                                        |
| 太陽電池の変換効率  | >27% |
| 電動機              | 直接駆動式の車輪内蔵型電動機 NGM/CSIRO 95%-99%                                                          |
| 蓄電池              | 30 kg リチウムポリマー                                                                                  |
| 制御                | ハンドルからアルミ管で伝達                                                                              |
| 車体                | 炭素繊維積層構造                                                                                        |
| 車台                | アルミニウム板金の箱型構造、高品質のフライス加工されたアルミニウム部品、クロモリ鋼製のロールバー        |
| 前輪緩衝装置        | クロモリ鋼のAアーム型ダブルウィッシュボーン、水平ショックアブシーバー、軽量アルミリム、セラミック軸受け |
| 後輪緩衝装置        | クロモリ鋼のトレーリングアーム                                                                          |
| タイヤ              | ブリヂストン/Maxxis ラジアル 14インチ (スリック)                                                        |
| ブレーキ            | 前輪は空力を考慮した覆い内にブレーキディスクが収められる、後輪は回生ブレーキ                            |
| 転がり抵抗          | 通常の自動車の1/10                                                                                      |
| 空気抵抗            | 通常の自動車の1/5                                                                                       |
| テレメトリー        | 無線で支援車と交信、約200項目の信号を伝送                                                               |
| 乗員                | 1名 |